# Mastophora archeri
Mastophora archeri là một loài nhện trong họ Araneidae.
Loài này thuộc chi Mastophora. Mastophora archeri được Willis J. Gertsch miêu tả năm 1955.